# Rudolfiella aurantiaca
Rudolfiella aurantiaca é é uma espécie de orquídea epífita de crescimento cespitoso, que existe em Trinidad, e em todos aos países da América do Sul, situados ao norte da Bolívia. É a espécie-tipo do gênero Rudolfiella.
Próximamente relacionada a Bifrenaria, as plantas medem cerca de trinta centímetros de altura e lembram muito as antigas Stenocoryne, com pequenos pseudobulbos unifoliados achatados e algo tetragonais, separados por curto rizoma. As folhas, com nervuras salientes pelo verso, são atenuadas para a base apresentando pseudopecíolo rígido.
A inflorescência é racemosa, longa, pendente, e brota da base dos pseudobulbos. Pode ter de uma até muitas flores, de tamanho médio ou pequenas, mas vistosas, em regra com sépalas e pétalas pintalgadas, e que possuem labelo com longo unguículo, profundamente trilobado com um disco caloso ou verrucoso, mento regular, e lobos laterais eretos, coluna com pé proeminente, mas curta ou quase nula, e quatro polínias em dois pares.